# Rhopalomyia pilosa
Rhopalomyia pilosa är en tvåvingeart som beskrevs av Ephraim Porter Felt 1908. Rhopalomyia pilosa ingår i släktet Rhopalomyia och familjen gallmyggor.
Artens utbredningsområde är Northwest Territories, Kanada. Inga underarter finns listade i Catalogue of Life.